# Verzögerungsplatte

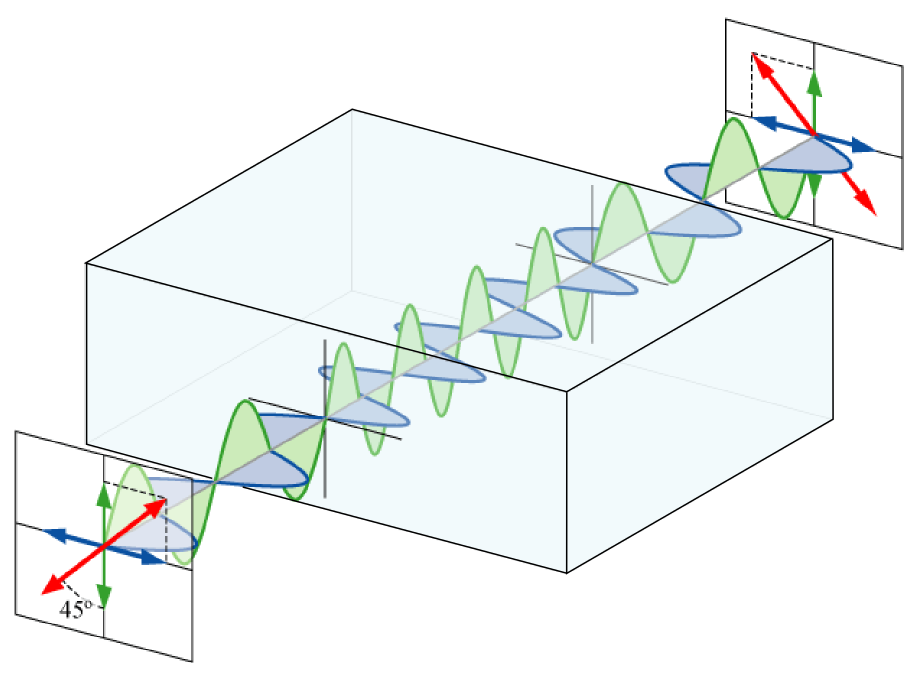
Funktionsweise einer Wellenplatte (λ/2-Plättchen)

Eine Verzögerungs- oder Wellenplatte (auch: λ/n-Plättchen) ist ein optisches Bauelement, das die Polarisation und Phase durchtretender elektromagnetischer Wellen (meist Licht) ändern kann. Dafür wird ausgenutzt, dass sich Licht in doppelbrechendem passend orientiertem Material je nach Lage der Polarisationsebene mit unterschiedlicher Wellenlänge fortpflanzt. Innerhalb eines aus doppelbrechenden Kristallen bestehenden Phasenplättchens erhalten die Polarisationskomponenten einer polarisiert einfallenden Lichtwelle einen Gangunterschied auf Grund unterschiedlicher Brechzahlen n1 und n2 in Abhängigkeit der Polarisationsrichtung.
Verzögerungsplatten transmittieren Licht und ändern dessen Polarisationszustand, ohne den Strahl abzuschwächen, abzulenken oder zu versetzen, indem eine Polarisationskomponente in Bezug auf die dazu orthogonale Polarisationsrichtung verzögert wird.
Folgende Typen sind in der Kristalloptik gebräuchlich:
- Ein λ/4-Plättchen verzögert Licht, das parallel zu einer bauteilspezifischen Achse polarisiert ist, um eine viertel Wellenlänge – bzw. π/2 – gegenüber dazu senkrecht polarisiertem Licht. Es kann bei richtiger Einstrahlung aus linear polarisiertem Licht zirkular oder elliptisch polarisiertes Licht machen und aus zirkular polarisiertem Licht sowie elliptisch polarisiertem Licht wieder linear polarisiertes.[1]
- Ein λ/2-Plättchen verzögert Licht, das parallel zu einer bauteilspezifischen Achse polarisiert ist, um eine halbe Wellenlänge – bzw. π – gegenüber dazu senkrecht polarisiertem Licht. Es kann die Polarisationsrichtung von linear polarisiertem Licht um einen wählbaren Winkel drehen. Bei zirkular polarisiertem Licht bewirkt ein λ/2-Plättchen die Umkehr der Helizität (links- oder rechtszirkulare Polarisation).[1]

Die Polarisationsänderungen kommen dadurch zustande, dass das Licht in zwei senkrecht stehende Polarisationsrichtungen zerlegt werden kann, die die Verzögerungsplatte mit unterschiedlicher Geschwindigkeit passieren, deren Phasen also gegeneinander verschoben werden.
Ein solches Plättchen besteht typischerweise aus einem doppelbrechenden Kristall (z. B. Glimmer) mit passend gewählter Dicke und Ausrichtung. Daneben gibt es auch Verzögerungsplatten, bei denen eine mechanisch vorgespannte Kunststofffolie zwischen zwei Glasplatten verkittet ist.

## Funktionsweise

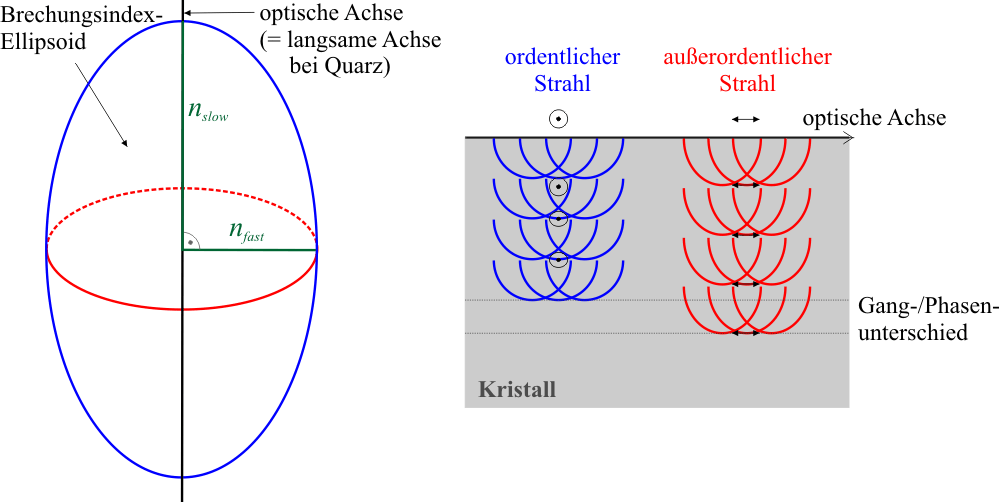
Diese Abbildung zeigt den sog. Brechzahlellipsoid für ein optisch positiv einachsiges Material, mit den zwei unterschiedlichen Brechungsindizes. Daneben ist gezeigt, wie sich zwischen ordentlichem und außerordentlichem Strahl (unterscheiden sich durch ihre Polarisation) ein Gang- (also auch Phasen-)Unterschied aufbaut, wenn die kristalloptische Achse senkrecht zur Einfallsrichtung steht. Über der Kristallgrenzfläche sind die unterschiedlichen Polarisationen des Lichtes angegeben. Die Kreise geben jeweils die Position einer Wellenfront an, die sich mit c/n durch den Kristall bewegt und von einem einzelnen Erregungszentrum ausgeht

Bei einer Verzögerungsplatte handelt es sich um eine dünne Scheibe von optisch anisotropem Material, also Material, welches für unterschiedlich polarisiertes Licht verschiedene Ausbreitungsgeschwindigkeiten c/n (bzw. verschiedene Brechungsindizes n) in verschiedenen Richtungen aufweist. Oft verwendete Materialien sind optisch einachsig, das heißt, es gibt zwei zueinander senkrechte Hauptbrechachsen im Kristall, entlang derer sich die Brechungsindizes unterscheiden. Man nennt diese ordentliche (der E-Vektor des Lichts ist senkrecht zur kristalloptischen Achse polarisiert) und außerordentliche Achse (der E-Vektor des Lichts ist parallel zur kristalloptischen Achse polarisiert). Die Schwingungsrichtung des Lichtes, bei der eine Welle die größere Ausbreitungsgeschwindigkeit hat, heißt „schnelle Achse“, die dazu senkrecht stehende Richtung entsprechend „langsame Achse“. Für Verzögerungsplatten werden die Kristalle so geschnitten, dass ihre kristalloptische Achse in der Ebene der polierten Eintrittsfläche liegt. An käuflich erhältlichen Platten wird üblicherweise die schnelle Achse markiert, so dass die Ausrichtung genau festgelegt werden kann.

Diese Abbildung zeigt, wie ein unter dem Winkel α zur kristalloptischen Achse polarisierter Strahl auf das Plättchen fällt und das elektrische Feld auf die schnelle und langsame Achse projiziert werden. Hier ist nur die kristalloptische Achse (parallel zu langsamer Achse bei positiv doppelbrechenden Materialien) gezeichnet.

Im Folgenden soll die Funktionsweise eines solchen Wellenplättchens aus einem optisch positiv einachsigen Material (z. B. Quarz) beschrieben werden. Dabei fällt die langsame Achse mit der kristalloptischen Achse des Kristalls (Achse hoher Symmetrie im Kristallgitter) zusammen. Die Brechungsindizes entlang dieser Achsen seien mit {\displaystyle n_{\mathrm {schnell} }} und {\displaystyle n_{\mathrm {langsam} }} bezeichnet.
Licht, welches parallel zur schnellen Achse polarisiert ist, benötigt weniger Zeit zum Durchlaufen der Platte als Licht, welches senkrecht dazu polarisiert ist. Man kann sich das Licht in zwei linear polarisierte Komponenten senkrecht (ordentlicher Strahl) und parallel (außerordentlicher Strahl) zur kristalloptischen Achse aufgeteilt vorstellen. Nach dem Durchlaufen der Platte weisen die beiden Wellen eine Phasenverschiebung zueinander auf:
{\displaystyle \Delta \varphi ={\frac {2\pi }{\lambda _{0}}}\cdot d\cdot (n_{\mathrm {langsam} }-n_{\mathrm {schnell} })}
Dabei ist d die Dicke des Plättchens und {\displaystyle \lambda _{0}} die Vakuumwellenlänge des eingestrahlten Lichtes. Die beiden Wellen überlagern sich hinter dem Kristall (Interferenz) zum ausgehenden Licht. Durch die (kohärente) Überlagerung dieser beiden Wellen ergibt sich eine neue Polarisation des Lichtes (Frequenz und Wellenlänge bleiben erhalten; siehe nächster Abschnitt). Wie in der Gleichung erkennbar ist, hat die Dicke einer Verzögerungsplatte entscheidenden Einfluss auf die Art der Überlagerung. Aus diesem Grund ist eine solche Verzögerungsplatte immer nur für eine bestimmte Wellenlänge ausgelegt.
Es sei noch bemerkt, dass die Aufspaltung in zwei Strahlen nur eine Art Rechentrick ist. In der Realität überlagern sich diese beiden Strahlen natürlich an jeder Stelle des Kristalls. Die Elektronen um die Kristallatome bilden lokale und momentane Dipole, die in einer Überlagerung der beiden Polarisationsrichtungen der Strahlen schwingen.

## λ/4-Plättchen

λ/4-Plättchen als Zirkularpolarisator

Wählt man d in obiger Formel so, dass sich eine Phasenverschiebung um π/2 ergibt, so erhält man ein λ/4-Plättchen.

Animation der Funktionsweise eines λ/4-Plättchens

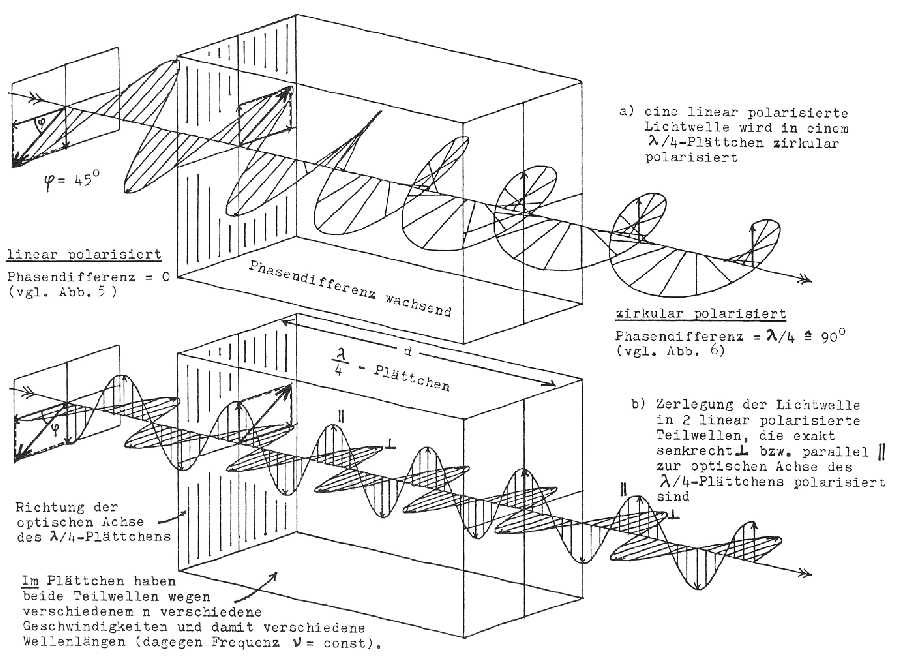
Funktionsweise eines λ/4-Plättchens

Trifft nun ein linear polarisierter Lichtstrahl, dessen Polarisationsrichtung um 45° zur kristalloptischen Achse gedreht ist, auf das Plättchen, dann entsteht zirkular polarisiertes Licht. Ist die Einstellung von 45° verschieden, so entsteht im allgemeinen Fall elliptisch polarisiertes Licht. Ursächlich hierfür ist, dass der Lichtstrahl in zwei senkrecht zueinander polarisierte Anteile aufgespalten wird, die sich am Ausgang des Plättchens um eine Viertelphase verschoben wieder überlagern. Damit entsteht für den resultierenden Feldvektor des austretenden Lichtstrahls eine Lissajous-Figur (Kreis oder Ellipse), die während jedes Schwingungszyklus eine vollständige Drehung der Polarisationsebene um 360° hervorruft. Man nennt ein λ/4-Plättchen daher auch Zirkularpolarisator. Umgekehrt verwandelt ein λ/4-Plättchen auch zirkular polarisiertes Licht in linear polarisiertes Licht.
Ist die Polarisationsrichtung des einfallenden Lichts dagegen parallel zu einer der Achsen, dann erhält man nach dem Plättchen wieder linear polarisiertes, aber phasenverschobenes Licht.
Zwei hintereinander geschaltete λ/4-Plättchen ergeben bei paralleler Ausrichtung ihrer optischen Achsen ein λ/2-Plättchen.

## λ/2-Plättchen
Ergibt sich oben eine Verschiebung um π, so erhält man ein λ/2-Plättchen. Man kann ein solches Plättchen zur Drehung der Polarisationsebene von linear polarisiertem Licht benutzen. Hat die Polarisationsebene bei Eintreten den Winkel α zu einer kristalloptischen Achse, so hat es nach dem Durchqueren des Plättchens den Winkel −α, ist also um den Winkel 2α gedreht.

## Mathematische Beschreibung
Man betrachte eine linear in y-Richtung polarisierte, ebene Welle in z-Richtung
{\displaystyle {\vec {E}}(z,t)={\vec {E}}_{0}\cdot \exp \left[i(\omega t-kz)\right]=E_{0}\cdot {\begin{pmatrix}0\\1\end{pmatrix}}\cdot \exp \left[i(\omega t-kz)\right].}
Die physikalische Größe wird durch den Realteil dieser komplexen Größe beschrieben, also:
{\displaystyle {\vec {E}}(z,t)={\vec {E}}_{0}\cdot \cos \left[(\omega t-kz)\right]}
Der Vektor {\displaystyle {\vec {E}}_{0}} ist ein Vektor in der x-y-Ebene. Dieser treffe nun senkrecht auf eine Verzögerungsplatte, deren langsame Achse unter dem Winkel α zur y-Richtung verkippt ist (siehe Zeichnung oben). Wir wechseln nun in das Koordinatensystem der Achsen der Verzögerungsplatte. Dann wird {\displaystyle {\vec {E}}(z,t)} auf die Achsen projiziert und man erhält:
{\displaystyle {\vec {E}}(z,t)={\begin{pmatrix}E_{\|}\\E_{\bot }\end{pmatrix}}\cdot \exp \left[i(\omega t-kz)\right]=E_{0}\cdot {\begin{pmatrix}\cos \alpha \\\sin \alpha \end{pmatrix}}\cdot \exp \left[i(\omega t-kz)\right].}
Das Wellenplättchen bewirkt nun eine Phasenverzögerung {\displaystyle \Delta \varphi } der langsamen Achse ({\displaystyle E_{\bot }}-Anteil) gegenüber der schnellen Achse, man erhält also:
{\displaystyle {\vec {E}}(z,t)=E_{0}\cdot {\begin{pmatrix}\cos \alpha \\e^{i\Delta \varphi }\cdot \sin \alpha \end{pmatrix}}\cdot \exp \left[i(\omega t-kz)\right].}
Für ein λ/4-Plättchen gilt {\displaystyle e^{i\Delta \varphi }=i}. Betrachtet man den Realteil der komplexen Größe (das physikalische E-Feld), so ergibt sich:
{\displaystyle {\vec {E}}(z,t)=E_{0}\cdot {\begin{pmatrix}\cos \alpha \cdot \cos \left[(\omega t-kz)\right]\\-\sin \alpha \cdot \sin \left[(\omega t-kz)\right]\end{pmatrix}}.}
Dies entspricht aber einer Bewegung des E-Feldvektors in der x-y-Ebene in Raum und Zeit. Für α = 45° gilt {\displaystyle \sin \alpha =\cos \alpha ={\frac {1}{\sqrt {2}}}} und man erhält eine Kreisbahn für die Spitze des E-Feldvektors. Für andere Winkel ergibt sich eine Ellipse.
Bei einem λ/2-Plättchen gilt {\displaystyle e^{i\Delta \varphi }=-1} und entsprechend:
{\displaystyle {\vec {E}}(z,t)=E_{0}\cdot {\begin{pmatrix}\cos \alpha \\-\sin \alpha \end{pmatrix}}\cdot \exp \left[i(\omega t-kz)\right].}
Dies entspricht einer Drehung der Polarisation um den Winkel 2α.
Eleganter können diese Rechnungen im Jones- bzw. Müller-Formalismus durchgeführt werden. Diese eignen sich insbesondere für die Kombination mehrerer Verzögerungsplatten oder mit anderen optischen Elementen.